# Lolif
Lolif és un municipi francès situat al departament de la Manche i a la regió de Normandia. L'any 2007 tenia 559 habitants.

## Demografia

### Població
El 2007 la població de fet de Lolif era de 559 persones. Hi havia 241 famílies de les quals 61 eren unipersonals (24 homes vivint sols i 37 dones vivint soles), 98 parelles sense fills i 82 parelles amb fills.
La població ha evolucionat segons el següent gràfic:
Habitants censats

### Habitatges
El 2007 hi havia 286 habitatges, 238 eren l'habitatge principal de la família, 26 eren segones residències i 23 estaven desocupats. 275 eren cases i 11 eren apartaments. Dels 238 habitatges principals, 171 estaven ocupats pels seus propietaris, 64 estaven llogats i ocupats pels llogaters i 2 estaven cedits a títol gratuït; 1 tenia una cambra, 14 en tenien dues, 28 en tenien tres, 58 en tenien quatre i 137 en tenien cinc o més. 207 habitatges disposaven pel capbaix d'una plaça de pàrquing. A 106 habitatges hi havia un automòbil i a 121 n'hi havia dos o més.

### Piràmide de població
La piràmide de població per edats i sexe el 2009 era:
| Homes | Edats   | Dones |
| ----- | ------- | ----- |
| 0     | 95 o +  | 0     |
| 0     | 90 a 94 | 4     |
| 0     | 85 a 89 | 8     |
| 4     | 80 a 84 | 4     |
| 12    | 75 a 79 | 16    |
| 16    | 70 a 74 | 12    |
| 20    | 65 a 69 | 12    |
| 8     | 60 a 64 | 20    |
| 12    | 55 a 59 | 8     |
| 28    | 50 a 54 | 16    |
| 12    | 45 a 49 | 24    |
| 12    | 40 a 44 | 16    |
| 28    | 35 a 39 | 8     |
| 20    | 30 a 34 | 24    |
| 16    | 25 a 29 | 12    |
| 8     | 20 a 24 | 12    |
| 16    | 15 a 19 | 16    |
| 8     | 10 a 14 | 8     |
| 12    | 5 a 9   | 12    |
| 24    | 0 a 4   | 8     |

## Economia
El 2007 la població en edat de treballar era de 364 persones, 281 eren actives i 83 eren inactives. De les 281 persones actives 254 estaven ocupades (136 homes i 118 dones) i 26 estaven aturades (9 homes i 17 dones). De les 83 persones inactives 56 estaven jubilades, 12 estaven estudiant i 15 estaven classificades com a «altres inactius».

### Ingressos
El 2009 a Lolif hi havia 236 unitats fiscals que integraven 555 persones, la mediana anual d'ingressos fiscals per persona era de 17.628 €.

### Activitats econòmiques
Dels 14 establiments que hi havia el 2007, 1 era d'una empresa alimentària, 1 d'una empresa de fabricació d'altres productes industrials, 6 d'empreses de construcció, 3 d'empreses de comerç i reparació d'automòbils, 2 d'empreses d'hostatgeria i restauració i 1 d'una empresa immobiliària.
Dels 5 establiments de servei als particulars que hi havia el 2009, 1 era un taller de reparació d'automòbils i de material agrícola, 2 paletes i 2 fusteries.
L'any 2000 a Lolif hi havia 50 explotacions agrícoles que ocupaven un total de 874 hectàrees.

## Poblacions més properes
El següent diagrama mostra les poblacions més properes.